# Lyckan kommer...
Lyckan kommer... är en amerikansk film från 1935 i regi av William Wyler. Manus skrevs av Preston Sturges och bygger på Ferenc Molnárs pjäs  A jó tündér från 1930. Historien filmades på nytt som musikalen Du och ingen annan 1947 med Deanna Durbin i huvudrollen.

## Handling
Luisa är en ung och naiv kvinna som får anställning på en biograf i Budapest. När hon på en bjudning uppvaktas intensivt av Konrad, en miljonär, väljer hon ut ett namn i telefonkatalogen som hon hävdar är hennes äkta man. Konrad gör nu allt för att få mannen, dr. Max Sporum ur vägen. Luisa blir snart själv intresserad av honom.

## Rollista
- Margaret Sullavan - Luisa Ginglebuscher
- Herbert Marshall - Max Sporum
- Frank Morgan - Konrad
- Reginald Owen - Detlaff, kypare
- Eric Blore - Dr. Metz
- Beulah Bondi - Dr. Schultz
- Alan Hale - Maurice Schlapkohl
- Cesar Romero - Joe
- Luis Alberni - barberare
- June Clayworth - Mitzi
- Torben Meyer - chefskypare (ej krediterad)